# Улица Бритаева
Улица Бритаева — улица во Владикавказе, Северная Осетия, Россия. Находится в Затеречном муниципальном округе. Начинается от улицы Ардонской и заканчивается проспектом Доватора.

## Расположение
Улицу Бритаева пересекают улицы Заурбека Калоева, Ногирская, Тургеневская, Кастанаева, Леваневского, Левченко, Галковского, Щорса и Генерала Хетагурова.

## История
Улица названа в честь осетинского общественного деятеля и драматурга Елбыздыко Цопаевича Бритаева.
Улица образовалась в первой половине XX века. 25 сентября 1940 года городской совет придал наименование улице, которая была расположена между кварталами 702, 703, 704, 705, 706, 707, 716, 717 и 708, 709, 710, 711, 712, 714, 715, название Колхозная улица.
13 апреля 1990 года городской совет переименовал Колхозную улицу в улицу Елбыздыко Бритаева.